# 一號防空戰車
一號防空戰車是德國於1940年代研製的一款防空戰車，其官方軍械署賦予的編號為Sd.Kfz. 101（「第101號特殊用途車輛」）

## 發展
在1941年以前，德國的防空戰車都是以半履帶車底盤為基礎，儘管半履帶車機動性能良好，但是薄弱的裝甲，若遇到敵人反裝甲武器便十分危險。1940年的末期，德軍為了提高防空戰車越野性能以及裝甲防護性，提出以全履帶車輛底盤為基礎的防空戰車，此時，老舊的1號戰車已經於戰場退至後方擔任訓練戰車，德國工程師們遂利用一號戰車底盤來改裝成為防空戰車，一部分的零件在改造中被移除以獲得更大的空間。為了達到更好的重心位置，前方的裝甲還向前移動了18毫米。改裝完成的1號防空戰車，防護性能簡陋，僅在火砲前方裝設人員防盾，導致火力以及裝甲防護力都嫌不足。又好比在側面的鋼板只有薄薄的一片，並不能提供實質上的防護，在實際戰鬥中它們會被折下以作為站立的位置。為了得到更大的空間（一號戰車的內部空間並不是太大）而移除了無線電，所有的通訊得用手語表達。它的武裝是一挺Flak 38防空機槍，加上乘員自己的近戰武器，例如卡賓槍等。為了讓駕駛可以較容易進入車輛，主炮是微微偏右而非在正中央的。彈藥儲存在駕駛座下方和裝填手後面。有鑑於車內的狹小空間，可以加掛Sonderanhänger 51拖車，額外的彈藥和替補的槍管可以放在拖車裡。

## 服役
於1941年初由柏林的阿爾卡特公司完成24輛1號防空戰車，裝備了第614防空營的三個連（每連8輛）。在1941年建軍的641營前往羅馬尼亞駐軍。並從那裡移到了東線戰場的南半部。實戰中它是可以打下部分飛機，但因為主炮只能在固定角度下向前開火以致於大多數是用來打擊地面目標。曾有一種可轉動的設計，但戰車的空間太狹小以致無法實踐。而它那不足的裝甲防護力導致了高比例的損傷。1號防空戰車配屬於614防空營，廣泛使用於德蘇戰場，直至1943年的史達林格勒攻防戰，這些1號防空戰車全部被摧毀（當時大部分的戰車應該已經被拋棄或摧毀了），而部隊也隨之灰飛煙滅。1943年東線戰場上曾繳獲過一些一號防空戰車被改裝上15mm MG 151/15型重機槍。

## 文獻參考
http://www.panther-panzer.de/PanzerI/FlakpanzerI.htm（页面存档备份，存于）